# 원주교도소
원주교도소는 대한민국의 교도소이다. 강원특별자치도 원주시 북원로 2155에 위치하고 있다.